# Charles Walter Simpson (artiste canadien)
Charles Walter Simpson né en 1878 et mort en 1942 est un peintre et illustrateur canadien.

## Biographie
Simpson est né à Montréal, au Québec, le 16 avril 1878 Il est décède à Montréal le 16 septembre 1942.
À partir de janvier 1918, il sert dans les Forces canadiennes pendant la Première Guerre mondiale. Simpson est l'un des premiers « artistes de guerre officiels » — Lord Beaverbrook  s'organise pour que Simpson, ainsi que Frederick Varley, JW Beatty et Maurice Cullen soient envoyés outre-mer pour documenter la participation du Canada au conflit.
Simpson est membre de l'Académie royale des arts du Canada Son mémoire de diplôme, Indian Summer, Montreal Harbour a été déposé dans la collection du Musée des beaux-arts du Canada en 1921.
Simpson travaille comme illustrateur, créant des images pour des livres commandés par diverses entreprises pour promouvoir leurs industries ou commémorer leurs réalisations.
'Légendes du Saint-Laurent' (1926) de Katherine Hale a été commandé par la Compagnie de chemin de fer Canadien Pacifique pour être remis comme cadeau de luxe aux enfants qui voyageaient lors des tournées mondiales de la compagnie.

## Œuvres choisies
Les œuvres publiées de Simpson comprennent 43 œuvres dans 48 publications en 2 langues et  se retrouvent dans plus de 128 bibliothèques.
- 1940 — L'Institut des mécaniciens de Montréal : Centième anniversaire 1840-1940
- 1936 — Rocheuses du Pacifique canadien par Betty Thornley
- 1936 — Des Chiffons au papier à lettres: une série de douze croquis de Charles W Simpson
- 1933 — Canadian Cities of Romance par Katherine Hale
- 1932 — Août 1932, l'ouverture du canal maritime de Welland : une conception canadienne, une réalisation canadienne par le Canada
- 1929 — Croquis montréalais de Victor Morin (titre anglais : Old Montreal with Pen and Pencil )
- 1927 — Le Conseil de Québec de 1769
- 1926 — Légendes du Saint-Laurent de Katherine Hale
- 1925 — Légendes du Saint-Laurent d'Amelia Beers (Warnock) Garvin
- 1919 — Coton par Dominion Textile Company Limited, Montréal

## Galerie

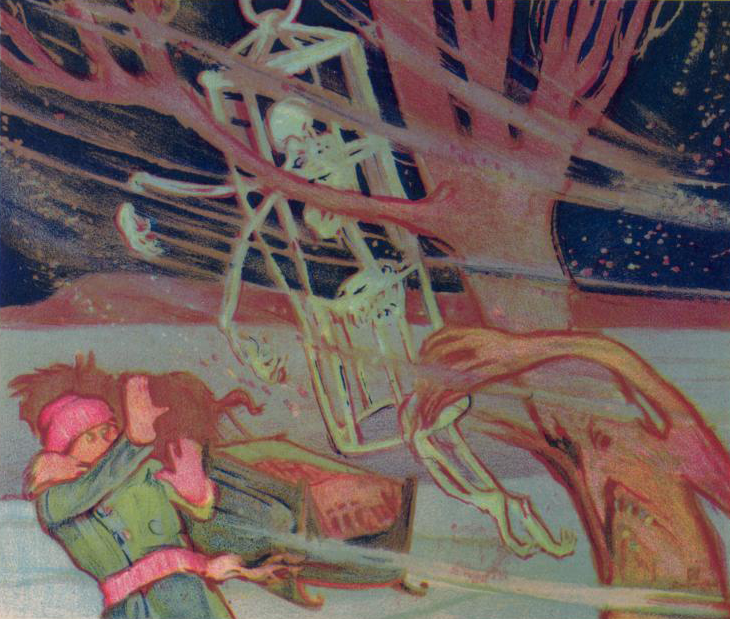
Le squelette de La Corriveau, dans sa cage de fer, terrifiant un voyageur, 1926.
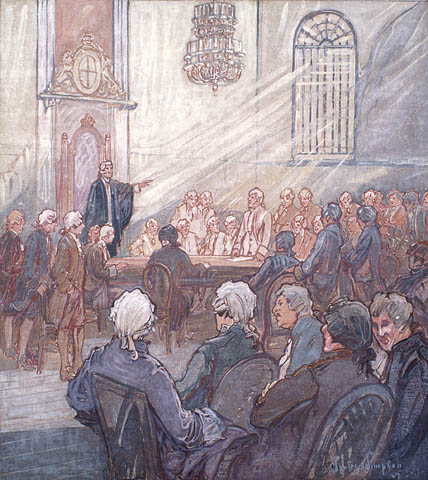
Assemblée législative du Bas-Canada en 1792, chapelle du palais épiscopal, Québec, 1927.

## Lectures complémentaires
- Musée des beaux-arts du Canada, Bibliothèque. (1977). Charles Walter Simpson : dossier de documentation du Musée des beaux-arts du Canada. Ottawa : Musée des beaux-arts du Canada (OCLC 071763310).